# Cape Nelson Park
Cape Nelson Park är en park i Australien. Den ligger i kommunen Glenelg och delstaten Victoria, omkring 310 kilometer väster om delstatshuvudstaden Melbourne. Cape Nelson Park ligger 73 meter över havet.
Trakten är glest befolkad. Närmaste större samhälle är Portland, nära Cape Nelson Park.
Genomsnittlig årsnederbörd är 1 016 millimeter. Den regnigaste månaden är juni, med i genomsnitt 164 mm nederbörd, och den torraste är februari, med 28 mm nederbörd.